# Baby (województwo pomorskie)
Baby – osada leśna w Polsce położona w województwie pomorskim, w powiecie starogardzkim, w gminie Lubichowo. 
W latach 1975–1998 miejscowość należała administracyjnie do województwa gdańskiego.